# セガワウ
株式会社セガワウ（SEGA WOW INC.）は、かつて存在したセガの開発子会社。

## 概要
2003年10月1日に、「株式会社ワウ エンターテイメント」と「株式会社オーバーワークス」が合併して成立した。社長は中川力也だったが、中川のサミー移籍後、塚本一成が社長となる。
2004年7月1日に、セガの他の開発子会社であるSEGA-AM2、ヒットメーカー、アミューズメントヴィジョン、スマイルビット、ソニックチーム、デジタルレックスとともに再びセガに統合された。

## ワウ エンターテイメント
2000年に、セガの第1AM研究開発部（AM1研）が第1ソフトウェア研究開発部（ソフト1研）を経て独立し設立された。社長は中川力也。開発拠点は渋谷にあった。社名の由来は、「人々を驚嘆させるエンターテイメントを提供する」ことで、驚嘆の擬音として「ワウ」を用いた。
作品
- ザ・ハウス・オブ・ザ・デッドIII
- ジャイアントグラム2000 〜全日本プロレス3 栄光の勇者達〜
- SPORTS JAM
- セガ・ストライクファイター
- ワイルドライダーズ
- 犬のおさんぽ
- ヴァンパイアナイト（発売：ナムコ）
- エイリアンフロント
- ルパン三世 THE SHOOTING
- Candy Stripe みならい天使
- 激闘プロ野球 水島新司オールスターズVSプロ野球
- segaGT2002

## オーバーワークス
2000年に、セガの第2CS研究開発部（CS2研）が第6ソフトウェア研究開発部（ソフト6研）を経て独立し設立された。社長は大場規勝。社名の由来は、「大場の仕事」と、「そこまでやるかという過剰品質のソフトを提供する」をかけている。
作品
- サクラ大戦シリーズ
- 戦場のヴァルキュリア
- ぐるぐる温泉シリーズ
- エターナルアルカディア
- Shinobi
- ドラゴントレジャー

## セガワウ以降の作品
- Kunoichi -忍-
- セガゴルフクラブ
- うお 7つの水と伝説のヌシ